# Вторая тихоокеанская война
Вторая Тихоокеанская война, в иностранных источниках известна как Селитряная война (исп. Guerra del Salitre), Гуанская война (исп. Guerra del Guano) или просто Война за гуано и селитру (исп. Guerra del Guano y el Salitre) — война Чили (при поддержке Великобритании) в 1879—1883 годах против Перу и Боливии с целью захвата месторождений селитры на чужой территории. Завоевав господство на море, чилийцы одержали победу и захватили территории с месторождениями.

## Предмет конфликта
Хотя война началась из-за спора о налогообложении нитратов между Боливией и Чили, причем Перу было втянуто из-за его тайного союза с Боливией, но у конфликта были и более глубокие причины, такие как  давнее соперничество между Чили и Перу, а также политические и экономические различия между Чили, Перу и Боливией.
Залежи гуано и натриевой селитры, признанные не только ценными удобрениями, но и важнейшим сырьем для производства пороха, были открыты в пустынях на территориях Перу, Боливии и Чили, куда устремились европейские дельцы, преимущественно британские.
К середине 1870-х годов торговля этим сырьём принесла правящим элитам Перу и Боливии сказочные богатства, утекавшие в западные банки, а сами страны превратились в колониальных вассалов британских инвесторов. Когда перуанские власти попытались вести самостоятельную политику и ввели государственную монополию на добычу селитры в Тарапаке, англичане инспирировали конфликт Чили с Перу и Боливией.
«Это — война Англии с Перу руками чилийской армии… Чили никогда бы не продвинулась ни на дюйм без поддержки английского капитала, и ни одна из политических комбинаций в истории не была разыграна столь искусно, как эта война, вся добыча и трофеи от которой достались англичанам», — отметил бывший Госсекретарь США Дж. Блейн в ходе сенатских слушаний по Тихоокеанской войне.

## Предыстория и причины
14 февраля 1878 года Национальная ассамблея Боливии приняла закон об отмене налоговых льгот для чилийских компаний, добывавших селитру в Боливии. При этом предусматривался пересчет налогов с 1874 года.
Это вызвало протест чилийского правительства. В ответ боливийские власти пригрозили конфисковать чилийские предприятия. В свою очередь, власти Чили в декабре 1878 года послали к побережью Боливии военный корабль.
В феврале 1879 года правительство Боливии объявило о конфискации чилийской Compania de Salitres y Ferrocarril de Antofagasta. После этого президент Чили Анибал Пинто отдал приказ о захвате боливийского города Антофагасты, в котором из 5348 жителей 4530 были чилийцами. 14 февраля 1879 года Антофагаста была захвачена чилийским отрядом численностью в 200 человек.
В ответ на это 1 марта 1879 года Боливия объявила Чили войну. 5 апреля Чили объявила войну Перу. 6 апреля Перу, у которого с 1873 года был заключен секретный договор о военной взаимопомощи с Боливией, также объявило войну Чили.

## Ход военных действий

### Начало войны
Чилийские войска постепенно расширяли контроль над западными районами Боливии. Из-за труднопроходимости многих районов пустынь Атакама и Тарапака снабжение армий обоих противников осуществлялось, в основном, по морю. Ввиду этого особое значение в этой войне приобрела борьба за господство на море.
5 апреля 1879 года чилийская эскадра блокировала перуанский порт Икике. Вследствие этого перуанцы были лишены возможности помочь своим боливийским союзникам. Но затем, 16 мая, чилийский командующий направил главные силы своей эскадры на поиск перуанского флота в Кальяо. Возле Икике остались только два старых чилийских корабля. Перуанцы воспользовались этим, и 21 мая перуанский монитор «Уаскар» потопил один из них, корвет «Эсмеральда». Но крупнейшим успехом монитора «Уаскар» стал захват 23 июля 1879 года парохода «Римак», на борту которого находился чилийский кавалерийский полк.

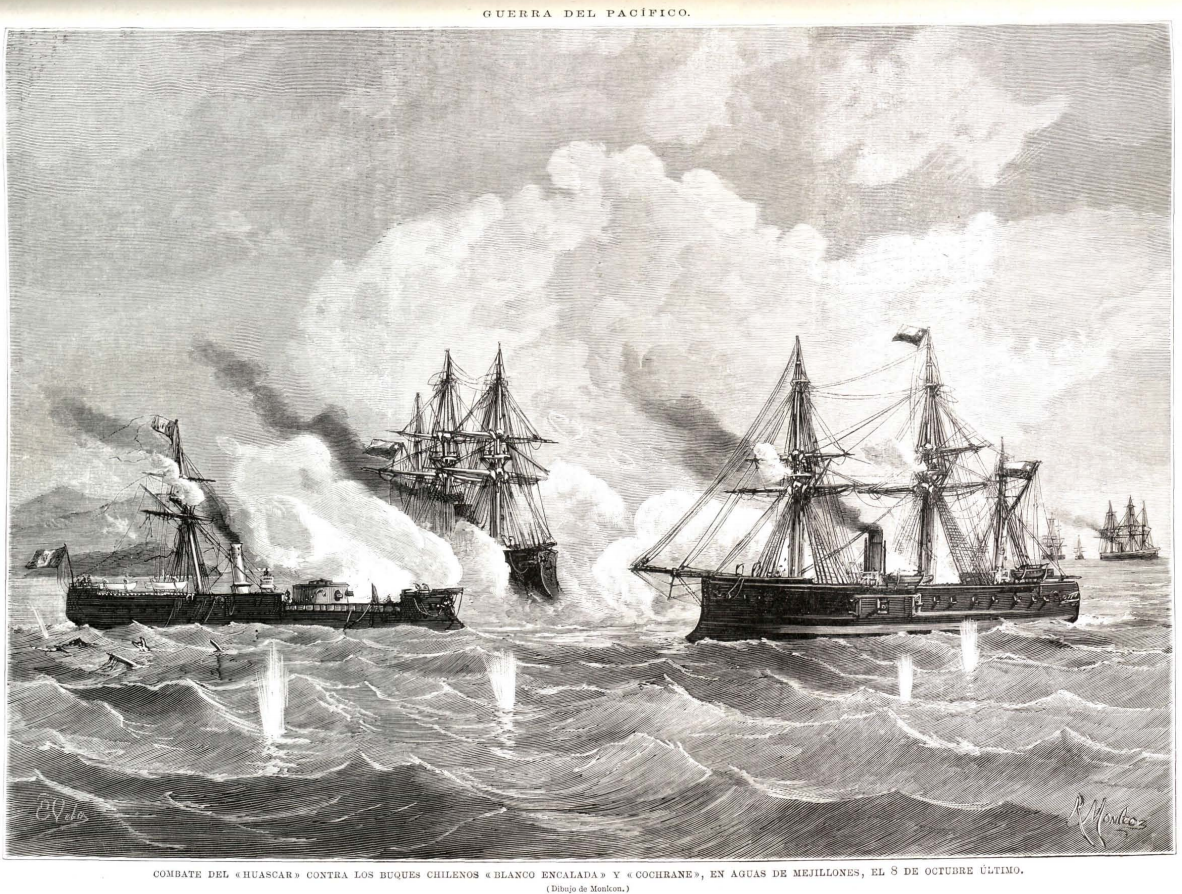
Бой у мыса Ангамос

8 октября 1879 года у мыса Ангамос произошел бой перуанских монитора «Уаскар» и корвета «Уньон» с чилийской эскадрой, в составе которой находились новейшие казематные броненосцы британской постройки «Альмиранте Кокрейн» и «Вальпараисо». «Уньон» смог скрыться, но «Уаскар» после ожесточённого боя был захвачен чилийцами.
Битва у мыса Ангамос полностью изменила расстановку морских сил, так как оставшиеся перуанские корабли полностью уступали чилийским. На море господствовал чилийский флот, и, несмотря на то, что перуанско-боливийская армия составляла 80 тысяч человек, а чилийская — лишь 30 тысяч, поддержка флота намного упрощала задачу чилийской армии.

Ход боевых действий в провинции Тарапака.

В ноябре 1879 года началась чилийская операция по захвату перуанской провинции Тарапака. Экспедиционный корпус численностью в 9500 человек должен был высадиться в перуанских портах Писагуа и на пляже Хунин, к северу от Икике. Утром 2 ноября 1879 года чилийская эскадра в составе 19 кораблей подошла к Писагуа. При поддержке огня корабельных орудий высадилось 4890 человек, и чилийцы выбили боливийцев и перуанцев с побережья, потеряв убитыми и ранеными около 330 человек. На пляже Хунин, южнее Писагуа, высадилось 2175 чилийцев. Объединив обе части экспедиционного корпуса, чилийский генерал Эрасмо Эскала двинул войска вглубь провинции Тарапака, где в районе горы Сан-Франциско в местности Долорес находилась объединённая боливийско-перуанская армия. 7400 боливийцам и перуанцам противостояли 6000 чилийцев. Но против 34 современных чилийских орудий союзники могли выставить только 18 старых пушек.
19 ноября перуанско-боливийские войска под командованием Ладислао Эспинара атаковали позиции чилийского авангарда. Но перешедшие в контратаку чилийцы отбросили перуанскую колонну, Эспинар погиб. Затем подошла резервная чилийская дивизия и боливийцы обратились в бегство. Потери обеих сторон были сравнительно небольшими (220 убитых у союзников и 60 — у чилийцев), однако боливийцы оставили чилийцам свой лагерь со всеми припасами.
Отправленный на преследование отступающих чилийский отряд (3000 пехотинцев с 18 пушками) под командованием полковника Луиса Артеаги 27 ноября у Тарапаки потерпел поражение от более многочисленного перуанского отряда (4200 человек) генерала Хуана Буэндии. Чилийцы, потеряв 576 солдат убитыми, 179 ранеными, 66 пленными, вынуждены были отступить.
Тем временем, 23 ноября чилийцы захватили город Икике и, несмотря на неудачу в Тарапаке, продвигались на север.
21 декабря перуанский президент Ла Пуэрта был свергнут в результате военного мятежа Николаса Пьеролы. Власть перешла к Пьероле. В Боливии в конце декабря 1879 года Государственный совет сместил с поста президента Илариона Дасу и назначил 19 января 1880 года на этот пост Нарсисо Камперо.
Чилийское же командование в это же время планировало полный захват южных районов Перу вплоть до Арекипы. 18 кораблей вышли из Писагуа на север и в небольшом порту Ило 26 февраля 1880 года началась высадка экспедиционного корпуса численностью 9,5 тысяч человек. Сопротивление перуанцев в Ило было достаточно слабым.
7 марта 2148 чилийских солдат под командованием полковника Оросимбо Барбосы высадились в порту Мольендо и начали продвижение в сторону Арекипы. Но оно оказалось неудачным.
8 марта чилийские войска двинулись в сторону Мокегуа, перерезая пути, связывавшие Арику с центральными районами Перу. C 25 февраля Арика была также блокирована с моря, хотя в середине марта блокаду смог прорвать перуанский корвет «Уньон», доставивший блокированному гарнизону боеприпасы и продовольствие.

Ход боевых действий в провинциях Такна и Арика.

17 марта 1880 года чилийские войска под командованием Мануэля Бакедано заняли Мокегуа и повернули в сторону Такны. В районе Лос Анхелес они 22 марта нанесли поражение перуанским войскам, открыв дорогу на юг.

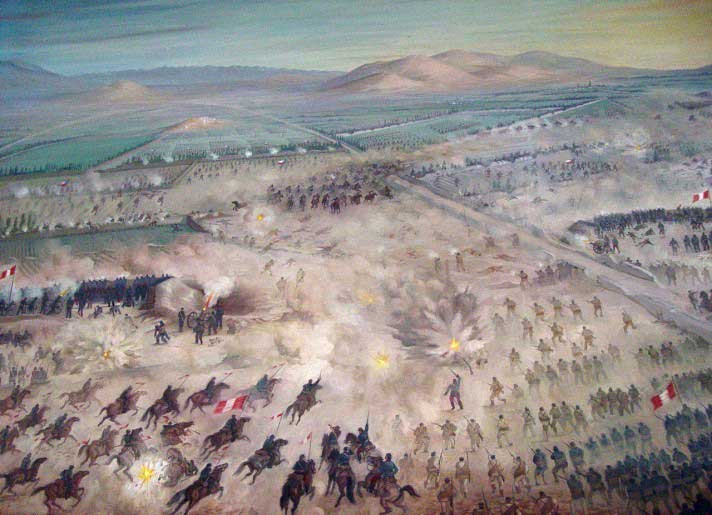
Сражение при Мирафлоресе.

Перуанцы и боливийцы были вынуждены сосредоточить все силы для обороны городов Арики и Такны. Командующим соединенной армией из 5800 перуанцев и 4200 боливийцев стал президент Боливии Нарсисо Камперо. Чилийских войск было несколько меньше, но у них было превосходство в артиллерии. 26 мая 1880 года возле Такны перуанско-боливийская армия была разбита. Когда чилийские войска вступили в город, на его улицах начались грабежи и насилия.

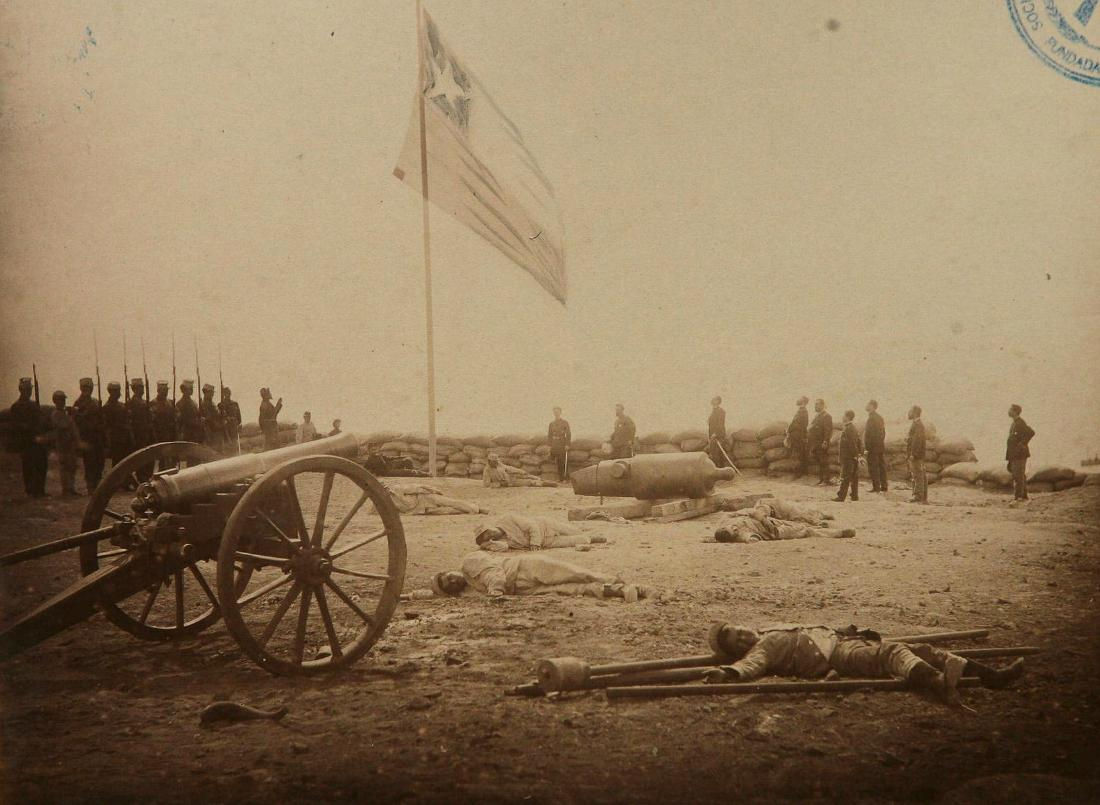
После битвы при Арике

Битва при Такне полностью изменила обстановку на юге Перу. Под контролем чилийцев оказалась значительная часть перуанского побережья от Икике до Ило. Остатки перуанских войск отступили в сторону Арекипы, а боливийцы отошли в Анды. 28 мая чилийцы появились в окрестностях Арики. C моря город был блокирован чилийской эскадрой. Арику защищал 1901 перуанец. Было принято решение оборонять Арику «до последнего патрона».
После отклонения предложения о капитуляции гарнизона 5 июня началась бомбардировка чилийцами Арики с суши и моря. Она продолжалась двое суток. 7 июня 1880 года чилийцы начали штурм Арики и один за другим захватили все укрепления. Во время штурма они потеряли убитыми и ранеными около 500 человек, а перуанцы — более 1000. Часть перуанских пленных была расстреляна чилийскими солдатами, считавшими, что применённые защитниками мины (фугасы) являются нечестной формой боя.
17 июня 1880 года перуанский президент Пьерола объявил о мобилизации всех мужчин в возрасте от 16 до 60 лет и стал создавать новую армию. Намереваясь избежать продолжения войны вторжением в перуанскую столицу, чилийское правительство подготовило морскую экспедицию на север Перу, которая должна была продемонстрировать правительству Пьеролы неспособность продолжать войну против Чили. Экспедиция Линча, начавшаяся 4 сентября, длилась два месяца и не встретила сопротивления со стороны перуанских войск.
22 октября при посредничестве правительства США в Арике на борту американского военного корабля Лакаванна начались мирные переговоры между представителями Чили, Перу и Боливии, которые 27 октября закончились безрезультатно из-за неуступчивости сторон.

### Взятие Лимы

Кампания по взятию Лимы.

Чилийское командование начало подготовку похода на Лиму. Численность чилийской армии была доведена до 42 тысяч человек.
18 ноября чилийцы высадились на полуострове Паракас, 20 ноября захватили порт Писко, 23 ноября захватили Ику. 22 декабря 1880 года 15 000 чилийских солдат без противодействия со стороны перуанцев высадились с 29 транспортов под прикрытием броненосцев в Кураяко и Лурине и разбили свой лагерь в Луринской долине. До Лимы было немногим более 20 км по прямой. Для разведки местности экспедиционная армия провела несколько разведок боем в районе между перуанской линией обороны и Лурином.

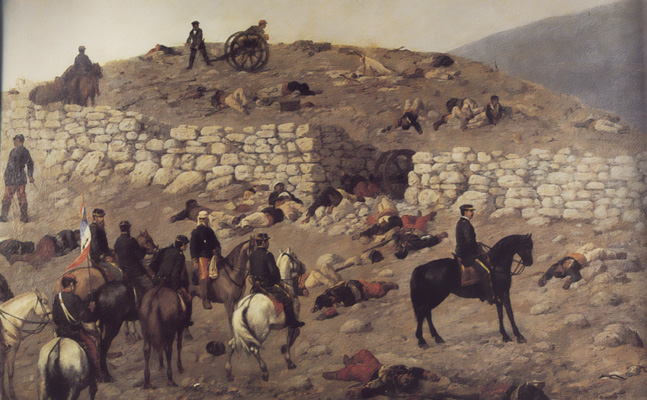
Чилийское командование осматривает перуанские укрепления после сражения возле Лимы у высот Сан-Хуан.

13 января чилийцы начали атаку перуанских укреплений, построенных по приказу Пьеролы на ближних подступах к Лиме и представлявших собой стены высотой от одного до полутора метров, сложенные из камней. Так началось сражение при Сан-Хуане и Чоррильосе. К вечеру первая линия обороны Лимы была прорвана, и перуанцы отошли на вторую линию. Потери чилийцев убитыми и ранеными составили более трёх тысяч человек, а перуанцев — семь тысяч. 14 января было заключено перемирие на один день для эвакуации из Лимы иностранных граждан. Для обеспечения этой эвакуации высадились британские и итальянские морские пехотинцы.
15 января чилийцы начали штурм второй перуанской оборонительной линии в Мирафлоресе и после упорных боёв к вечеру заняли её. Мирафлорес, как и Чоррильос накануне, также был подожжён и разграблен; пленных не брали. Чилийцы потеряли убитыми и ранеными — 2124 человека, перуанцы — 3000.
17 января чилийские войска вошли в Лиму, а также заняли порт Кальяо. Перуанские корабли в Кальяо были потоплены самими перуанцами по приказу губернатора, в том числе корвет «Унион» и монитор «Атауальпа». Для управления захваченными территориями чилийцы создали военную администрацию со штаб-квартирой во дворце правительства. Бежавший в Аякучо перуанский президент Пьерола готовился к продолжению войны.

### Партизанская война
В феврале 1881 года известный адвокат Франсиско Гарсия Кальдерон был провозглашён временным президентом Перу под контролем чилийцев. Ему было разрешено содержать собственные вооружённые силы численностью в 400 человек. Созванный в Чоррильосе под Лимой конгресс выступил за заключение мира с Чили. 28 сентября 1881 года Кальдерон был отстранён от должности и выслан в Чили, а новым временным президентом Перу стал контр-адмирал Лисардо Монтеро Флорес.
Но в горах собирались перуанцы, желающие продолжить борьбу, которых называли «горцами» («montoneros»). Основную их группировку возглавил участник боев под Лимой Андрес Касерес, у которого было 3500 солдат и сотни добровольцев. Президент Пьерола среди них авторитетом не пользовался, и решил покинуть Перу. 28 ноября 1881 года военные руководители различных группировок провозгласили Касереса «главой государства».
В декабре 1881 года чилийцы начали операцию против сил Касереса. Но Касерес, вовремя предупрежденный подпольными патриотическими организациями Лимы, сумел избежать встречи с противником. 5 февраля 1882 года чилийцы столкнулись в Пукаре с главными силами Касереса и потеряли 78 человек убитыми и 38 — ранеными.
Перуанские партизаны нападали на чилийские обозы и небольшие группы солдат. 9 июля 1882 года силы Касереса (300 солдат и 1000 ополченцев) напали на чилийский гарнизон в городке Консепсьон (77 солдат), другие отряды Касереса напали на позиции чилийской дивизии в Маркавайе и Пукара.
На севере Перу 13 июля 1882 года перуанцы под командованием Мигеля Иглесиаса численностью около 1000 человек напали на чилийский батальон (400 человек) в Сан-Пабло, вынудив его отступить на железнодорожную станцию в Трухильо. Но прибытие подкреплений позволило чилийцам восстановить контроль над северными районами Перу. После этого Иглесиас стал выступать за заключение мира с Чили и 31 августа 1882 года он издал манифест о начале переговоров с противником, принимая территориальную уступку как часть соглашения. Касерес был против такого мира. 30 декабря 1882 года созванная в Кахамарке ассамблея создала временное правительство, а затем 1 января 1883 года утвердила Иглесиаса на посту временного президента Перу. 
9 февраля 1883 года Патрисио Линч, чилийский главнокомандующий в Перу, получил приказ от президента Санта-Марии поддержать усилия Иглесиаса, так как был убежден, что с Иглесиасом он может подписать мир, отвечающий чилийским интересам. Одновременно было решено покончить с сопротивлением Касереса.
Весной 1883 года чилийское командование направило 6500 солдат против группировки Касереса, насчитывавшей 3200 солдат. 10 июля 1883 года произошла битва при Уамачуко, в которой отряд Касереса был разбит, потеряв около 800 человек, а сам он был ранен и смог бежать. Чилийцы потеряли 164 человека.

## Окончание войны
20 октября 1883 года в округе Анкон вблизи Лимы Иглесиас подписал мирный договор с чилийцами. По нему район города Икике был присоединен к Чили, за что Перу получало денежную компенсацию. Вопрос о принадлежности захваченных чилийцами перуанских территорий с городами Арика и Такна был отложен на 10 лет, по истечении которых там следовало провести плебисцит. Плебисцит так и не был проведён, а утерянные территории в Перу стали называть «пленёнными провинциями». В 1884 году чилийские войска были выведены из остальных районов Перу.
4 апреля 1884 года в Вальпараисо было подписано соглашение о перемирии с Боливией, согласно которому Боливия полностью уступала Чили прибрежную провинцию Антофагаста, за что получала компенсацию в 300 тысяч фунтов стерлингов и право на свободный транзит через северные чилийские порты. Мирный договор между Чили и Боливией был подписан в 1904 году. Чилийское правительство также построило железную дорогу, чтобы предоставить Боливии доступ к морю для экспорта. Открытие дороги произошло в 1913 году. В память о потере Антофагасты на военно-морском флаге Боливии, применяемом теперь только на речном флоте, осталась большая звезда. Чили также получила от Боливии пустынную провинцию Атакама, в которой позже были обнаружены богатейшие месторождения меди.
В результате победы в войне чилийцы захватили все зоны добычи селитры в Боливии и Перу, а также прибрежные перуанские острова с запасами гуано. Территория размером свыше 180 тыс. км² остается чилийской до сих пор. Плоды кровопролитной тихоокеанской войны большей частью достались англичанам, которые только в захваченной чилийцами перуанской провинции Тарапака увеличили долю принадлежавших им месторождений селитры с 13 % до 34 %, а затем до 70 % в 1890 г.
3 июня 1929 года с помощью международного арбитража был подписан новый чилийско-перуанский договор, после которого провинция Такна снова стала частью Перу, а Арика осталась чилийской.

## Отражение в кинематографе
- 1969 — Окровавленный калий (исп. Caliche sangriento)
- 1984 — Горькое море (исп. Amargo mar)
- 2010 — Эсмеральда, 1879-й (исп. La Esmeralda, 1879)
- 2014 — Тихоокеанская слава (исп. Gloria del Pacífico)